# 469
| 469                |
| ------------------ |
| Dødsfald - Fødsler |
|                    |

| Gregoriansk kalender | 469 CDLXIX              |
| Ab urbe condita      | 1222                    |
| Armensk kalender     | I/T                     |
| Kinesiske kalender   | 3165 – 3166 戊申 – 己酉 |
| Etiopisk kalender    | 461 – 462               |
| Jødisk kalender      | 4229 – 4230             |
| Hindukalendere       |                         |
| - Vikram Samvat      | 524 – 525               |
| - Shaka Samvat       | 391 – 392               |
| - Kali Yuga          | 3570 – 3571             |
| Iransk kalender      | 153 BP – 152 BP         |
| Islamisk kalender    | 158 BH – 157 BH         |

Se også 469 (tal)